# Clemente Grosso della Rovere
Clemente Grosso della Rovere (Savona, c. 1462-Roma, 13 de agosto de 1504) fue un eclesiástico italiano, obispo de Mende y cardenal de los SS. XII apóstoles, nepote de Julio II. 

## Biografía
Hijo de Antonio Grosso, notario de Savona (República de Génova), y de Maria Basso della Rovere, tuvo cuatro hermanos: Leonardo, Galeazzo, Francesco y Bartolomeo, y tres hermanas: Nicoletta, Luchina e Isabella.
Su ascenso en la carrera eclesiástica se debió a su familia materna.  Su madre era sobrina de Sixto IV, que tras ser elegido papa en 1471 comenzó una práctica intensiva del nepotismo acostumbrado en la época concediendo cargos y beneficios eclesiásticos a sus parientes.  
Profeso en la Orden de San Francisco, en 1483 su tío abuelo Sixto IV lo nombró obispo de Mende, en Francia.  Durante el pontificado de Inocencio VIII ejerció como tesorero papal en Perugia; durante el de Alejandro VI se le concedió in commendam la abadía de Bonnecombe, y su primo segundo el cardenal Giuliano, que enemistado con el papa residía en Francia como legado en Aviñón, le nombró su lugarteniente.
El 1 de noviembre de 1503 Giuliano fue elegido papa, y en el consistorio del 29 del mismo mes Clemente fue creado cardenal, con título de Santos XII Apóstoles.
No tuvo tiempo de desempeñar papeles de relevancia en su condición cardenalicia.  En julio del año siguiente salió de Roma escapando de una epidemia de peste pero a su regreso cayó enfermo durante varios días y en agosto murió.  Fue sepultado en la capilla de Sixto IV de la Basílica de San Pedro.